# پاپیون (فیلم ۱۹۷۳)
پاپیون (به انگلیسی: Papillon) فیلمی سینمایی در ژانر درام، جنایی، و بیوگرافی به کارگردانی فرانکلین جی. شافنر است. این فیلم محصول سال ۱۹۷۳ فرانسه و ایالات متحدهٔ آمریکا است که بر اساس رمانی  به همین نام اثر آنری شاریر و با بازی استیو مک‌کوئین و داستین هافمن ساخته شده‌است. این فیلم در رشتهٔ بهترین موسیقی متن نامزد جایزهٔ اسکار شد. جری گلدسمیت موسیقی متن این فیلم را ساخته‌است. (در سال ۲۰۱۷ پاپیون به کارگردانی مایکل نوئر و با بازی چارلی هونام و رامی ملک بازسازی شد)
«پاپیون» در زبان فرانسوی به‌معنی پروانه است و شاریر (استیو مک‌کوئین) پروانه‌ای را روی سینهٔ خود خالکوبی کرده و آن را به‌عنوان نام مستعار خود انتخاب کرده بود، و عنوان فیلم هم به همین معنی اشاره دارد.
جالب است بدانید اگرچه هزینه نهایی فیلم برای تهیه‌کنندگان به علت فیلمبرداری در لوکیشن‌های دور افتاده و نامتعارف مبلغ گزافی بوده اما فیلم در همان سال اول اکران خود توانست بیش از دو برابر هزینه، درآمد کسب کند.

## داستان فیلم
هنری شاریر (با بازی استیو مک کوئین) که به دلیل خال کوبی پروانه روی سینه به پاپیون شهرت پیدا کرده به جرم قتل یک دلال به اشتباه مقصر شناخته شده و در سال ۱۹۳۳ دادگاه قضایی او را به حبس ابد در گویان فرانسه محکوم می‌کند.
در مسیر زندان او با زندانی دیگری به نام لوئیس دگا (با بازی داستین هافمن) آشنا می‌شود، جرم لوئیس جعل اسناد و اختلاس است و باور دارد که همسرش به همراه یک وکیل او را آزاد خواهد کرد.
پاپیون پیشنهاد می‌کند که در عوض حمایت از دگا، او نیز در فرار از زندان گویان به پاپیون کمک کند. آن دو در کنار هم زندگی سخت اردوگاه کار را سپری می‌کنند که در نهایت به دوستی میان آن‌ها منجر می‌شود.
روزی پاپیون از دگا در مقابل یک نگهبان سادیسمی دفاع کرده و پس از آن به جنگل می‌گریزد، اما این فرار او ناکام است و دستگیر می‌شود و به جرم فرار دو سال در زندان انفرادی محبوس می‌شود.
دگا با فرستادن غذاهای اضافی برای پاپیون سعی می‌کند او را کمک کند، اما این کار دگا لو رفته و سرپرست سلول پاپیون را به مدت شش ماه در تاریکی زندانی می‌کند. سرپرست قصد دارد پاپیون را مجبور کند تا کسی که به او کمک کرده را لو دهد و به همین منظور جیره غذای او را به نصف کاهش می‌دهد.
اگرچه پاپیون نیمه مجنون شده و برای زنده ماندن به خوردن حشرات روی آورده اما از لو دادن نام دگا خودداری می‌کند. بعد از گذشت دو سال او آزاد شده و برای بهبودی به درمانگاهی در سنت لوران دو مارونی اعزام می‌شود.
بعد از مدتی پاپیون دوباره دگا را در زندان می‌بیند و از او برای انجام طرح فرار دیگری کمک می‌خواهد. دگا ملاقات با یک پزشک زندانی را برای او ترتیب می‌دهد، پزشک پیشنهاد می‌کند که از مردی به نام پاسکال در بیرون از زندان درخواست کنند تا یک قایق برای آن‌ها فراهم کند.
در این بین دو زندانی دیگر به نام‌های کلاسیت و آندره ماتوریته در طرح فرار به آن‌ها ملحق می‌شوند. هنگام فرار، کلاسیت با ضربات یک نگهبان بیهوش می‌شود.
دگا برای لو نرفتن نقشه، نگهبان را به طریقی از میان برمی‌دارد، او به ناچار به پاپیون و ماتوریته پیوسته و از طریق دیوار زندان فرار می‌کنند.
در حین فرار مچ پای دگا می‌شکند، آن‌ها در نهایت پاسکال را ملاقات می‌کنند تا قایق را از او تحویل بگیرند. پاسکال به قول خود عمل کرده و روز بعد آن‌ها را به قایق می‌رساند اما بعد از رفتن او زندانیان متوجه می‌شوند که فریب خورده‌اند و قایق سوراخ و خراب است.
فراری‌ها با یک شکارچی محلی روبرو می‌شوند که ادعا می‌کند مزدوران جایزه بگیری که منتظر دستگیری آن‌ها بوده‌اند را کشته‌است، شکارچی این سه نفر را به یک منطقه تحت قرنطینه که جذامی‌ها در آن زندگی می‌کنند راهنمایی می‌کند، در آن جا وسایل و یک قایق به دست می‌آورند.
سرانجام این سه نفر به ساحلی در کلمبیا می‌رسند اما توسط گروهی از سربازان شناسایی می‌شوند، سربازان به سمت آن‌ها تیراندازی کرده و ماتوریته را زخمی می‌کنند.
او به همراه دگا که تقریباً بر اثر شکستگی مچ پا فلج شده اسیر می‌شود. پاپیون به اجبار، دو همراه خود را رها می‌کند و به تنهایی از چنگال سربازان می‌گریزد و در یک قبیله بومی پناه می‌گیرد.
او برای مدتی طولانی در قبیله بومی زندگی می‌کند، اما یک روز صبح از خواب بیدار می‌شود و می‌بیند که افراد قبیله رفته‌اند و او را با یک کیسه کوچک مروارید تنها گذاشته‌اند.
پاپیون به یک پاسگاه پلیس می‌رود و به یک راهبه مبلغی می‌پردازد تا او را به صومعه ببرد، در آن جا از رئیس صومعه درخواست می‌کند تا به او پناه دهد اما او در عوض پاپیون را به پلیس لو می‌دهد.
پاپیون را مجدداً به گویان فرانسه برگردانده و به پنج سال حبس انفرادی دیگر محکوم می‌کنند، در زندان با پیرمرد در حال مرگی مواجه می‌شود و متوجه می‌شود همان دوستش ماتوریته است.
بعد از آن اتفاق پاپیون به جزیره ای دور افتاده به نام جزیره شیطان منتقل شده و در آن جا مجدداً با دوست قدیمی اش دگا، که مدت‌ها است رؤیای آزاد شدن را فراموش کرده هم‌بند می‌شود.
دگا برای پاپیون تعریف می‌کند که همسرش او را رها و با وکیلش ازدواج کرده‌است، او اکنون از زندگی در جزیره راضی است.
پس از مدتی زندگی در جزیره پاپیون از بالای یک صخره بلند خلیج کوچکی را می‌بیند و متوجه می‌شود که امواج خلیج به اندازه کافی قدرتمند هستند تا مردی را به دریا و به سرزمینی دیگر برسانند.
پاپیون از دگا می‌خواهد که در فرار به او بپیوندد، آن‌ها نارگیل‌ها را به هم بسته و دو شناور درست کنند. درست قبل از اجرای نقشه و همان‌طور که کنار صخره ایستاده‌اند دگا تصمیم می‌گیرد که فرار نکند و به پاپیون التماس می‌کند که او هم این کار را انجام ندهد.
پاپیون آخرین بار دگا را در آغوش می‌گیرد و سپس از روی صخره به پایین می‌پرد. او به شناور خود چنگ زده و با موفقیت به دریا منتقل می‌شود.
راوی بیان می‌کند که پاپیون بالاخره به آزادی رسید و باقی عمرش را به عنوان مردی آزاد زندگی کرد.

## بازیگران
| بازیگر         | نقش                 |
| -------------- | ------------------- |
| استیو مک کوئین | آنری 'پاپیون' شاریر |
| داستین هافمن   | لوئیس دگا           |
| ویکتور جوری    | فرمانده سرخ‌پوستها   |
| دون گوردون     | جولوت               |
| آنتونی زربه    | رئیس جزامیها        |
| رابرت دمن      | ماچورت              |
| وودرو پارفری   | کلوسیوت             |
| بیل مومی       | لاریوت              |
| جورج کولوریس   | دکتر چاتال          |
| راتنا آسان     | زوریما              |
| ویلیام اسمیترز | واردن باروت         |
| وال آوری       | پاسکال              |

## تولید
بعد از انتشار پاپیون در سال ۱۹۶۹، بین شرکت های فیلمسازی Avco-Embassy Pictures، Continental Distributing، Metro-Goldwyn-Mayer و بسیاری از شرکت های فیلمسازی فرانسه، سر استفاده از حق استفاده از داستان، جنگ بازاری شروع شد.
Continental Distributing حق استفاده را با قیمت ۵۰۰،۰۰۰ دلار بدست آورد و قصد داشت تا رومن پولانسکی را به عنوان کارگردان و وارن بیتی به عنوان بازیگر اصلی به کار بگیرد، اما مالیات آن شرکت  پایین رفت. او حق استفاده را به تولیدکننده روبر دورفمن فروخت، که ابتدا قصد داشت تا ترنس یانگ را به عنوان کارگردان و چارلز برانسون را به عنوان ستاره اصلی به کار بگیرد، قبل از اینکه به فرانکلین ج. شافنر و استیو مک‌کوئین بپردازند.
اولین اسکریپت فیلم توسط ویلیام گولدمن، که بیشتر به کتاب نزدیک بود تا فیلم نهایی، توسط Lorenzo Semple Jr بازنویسی شد تا نقش لوئیس دگا را برای داستین هافمن در نظر بگیرند.
پاپییون در محل های مختلف در اسپانیا و جاماییکا فیلمبرداری شد، شامل صحنه هایی از غار  آنچه در حال حاضر هتل در صخره های Negril است، ضبط شدند. صحنه های شهر به نزدیکی شروع فیلم در Hondarribia در اسپانیا عکاسی شدند.
"صحنه های معبد St-Laurent-du-Maroni در واقع در Falmouth، جاماییکا و صحنه‌های مرداب در نزدیکی Ferris Cross ضبط شدند. صحنه های داخلی در Montego Bay ضبط شده اند، در حالی که صحنه های دیگر در Kingston، Ocho Rios، و Savanna-la-Mar ضبط شده اند. بیشتر نقش‌های زندانیان فرانسوی بر روی جزیره توسط بازیگران ژامایی-آلمانی بازی کردند.
صحنه معروف پرش از صخره استیو مک‌کوئین در نزدیکی پایان فیلم از صخره‌های مائوئی، هاوایی رخ داد. مک کوئین اصرار داشت که شیرین کاری پرش از صخره را خودش انجام دهد. او بعداً گفت که این یکی از هیجان‌انگیزترین تجربیات زندگی من بود.
مک کوئین 2 میلیون دلار به همراه شرط قراردادی مبنی بر دریافت اولین صورتحساب از داستین هافمن پرداخت شد. علاوه بر این، انری شاریر، نویسنده، خود به عنوان مشاور در لوکیشن عمل می‌کرد و فیلمسازان را از چیزهایی که در طول سال‌های حبس با آن مواجه می‌شد آگاه می‌کرد.
زندان St-Laurent-du-Maroni که در آن هانری شارییر در آن نگهداری می شد، و جایی که بیشتر اقدامات در آن رخ می دهد، صادقانه با استفاده از طرح های اولیه بازسازی شد.
فیلمی از زندان تاریخی در گویان فرانسه با تیتراژ پایانی پخش می شود که رها شده و در جنگل پوشیده شده است.

## جوایز و افتخارات
در سال ۱۹۷۴، این فیلم نامزد اسکار بهترین موسیقی، موسیقی متن اصلی (جری گلداسمیت) و جایزه گلدن گلوب بهترین بازیگر مرد فیلم درام (استیو مک کوئین) شد.

## بازسازی فیلم در سال ۲۰۱۷
فیلم دیگری بر اساس زندگی‌نامه‌های Charrière که پاپیلون نیز نامیده می‌شود، در سال 2017 به کارگردانی مایکل نوئر کارگردان دانمارکی منتشر شد. چارلی هونام نقش اصلی هانری شارییر و رامی ملک نقش لویی دگا را بازی کرد. این فیلم برای اولین بار در جشنواره بین المللی فیلم تورنتو در سپتامبر 2017 به نمایش درآمد.

## تحلیل فیلم بر اساس مکتب اگزیستانسیالیسم
از دیدگاه اگزیستانسیالیست، انسان دارای آزادی و انتخاب است حتی در بدترین و سخت‌ترین شرایط زندگی؛ طبق معنای آزادی، فرد مسئول زندگی، اعمال و شکست‌ها و پیروزی‌های خود است؛ همان‌طور که می‌دانیم، پاپیون آزاد بود که حتی در زندان دست به انتخاب بزند و به رهایی دست یابد؛ وی مجبور به آزادی و انتخاب بود! او رهایی و فرار از زندان برای رسیدن به آزادی را انتخاب کرد، دگا ماندن در زندان و انتظار برای آزادی توسط وکیلش، پاپیون از عواقب فرار آگاهی داشت و می‌دانست در صورت تکرار فرار ممکن است به کام مرگ کشیده شود؛ اما گویی وی با اضطراب مرگش کنار آمده بود.
همان‌طور که اروین‌یالوم در کتاب رواندرمانی اگزیستانسیال آورده‌است «مرگ بخش جدایی ناپذیر از زندگی است، و در نظر داشتن دائمی مرگ بیش از آنکه زندگی را فقر زده کند، به آن غنا می‌بخشد. اگرچه نفس مرگ آدمی را نابود می‌کند، اما اندیشهٔ مرگ نجاتش می‌دهد.»پاپیون، از اولین روزی که با کشتی به زندان آورده شد، احتمال می‌داد هر آن مرگش ثانیه ای دیگر باشد. از دید وجودی‌ها، مرگ می‌تواند باعث پیشرفت انسان و هل دادن وی به سمت جلو شود و برای فردی دیگر، باعث ایزوله شدن و عدم پیشرفت وی باشد. مرگْ آگاهی پاپیون، باعث حرکت وی به سمت آزادی از زندان و. مرگْ آگاهی دگا، باعث اضطراب وی از مردن و بی حرکت ماندن وی شد؛ بعد از اولین فرار پاپیون، به وضوح شاهد احساس گناه وی می‌شویم، پاپیون در انفرادی، احساس گناه می‌کند که چرا به جای فرار ازطریق قایق، به فردی که مزدور مسئولین زندان است، اعتماد کرده و خودش باعث دستگیری خودش شده‌است، دو نکتهٔ حائز اهمیت، مسئولیت پذیری پاپیون (که هیچ‌کس جز خودش را مسئول دستگیر شدنش نمی‌داند) و در عین حال گناه وجودی وی است، در قسمت دیگری از کتاب رواندرمانی اگزیستانسیال، یالوم آورده‌است: «فرد نه تنها به دلیل معصیت‌هایش در حق دیگری یا زیر پا گذاشتن اصول اخلاقی و اجتماعی گناهکار است، بلکه ممکن است به دلیل معصیت در حق خویش گناهکار باشد.»صرف احتمال نادرستی گزینهٔ انتخابی پاپیون، یعنی او مرتکب گناه وجوی شده که اضطراب را به همراه دارد.
پاپیون چندباره وآزادانه دست به انتخاب زد؛ وی فرار و عواقب آن (یعنی آزادی یا مرگ) را به تا ابد و یک روز در زندان ماندن ترجیح داد؛ مفهوم آزادی به سادگیِ! هفت سال زندگی مشقت بار در انفرادی، از یاد پاپیون نرفت همان‌طور که عشق به آزادی از یاد او نرفت، بر خلاف دگا، که زندگی با احشام در جزیره ای مطرود را انتخاب کرد و در شوک ازدواج همسرش با وکیلش بود، پاپیون با نگاه به نقش پروانه ای که بر بدنش بود، شوقِ به آزادی در وی جان دو چندان گرفت؛ وی بار دیگر برای چشیدن طعم آزادی، بدون هراس از مرگ و مردن (چه بسا که پاپیون، آزادی را در مرگ می‌دید)، خود را سوار بر کیسهٔ بزرگ ساخته شده از نارگیل، بر روی دریا انداخت تا حدود ۲۴ مایل (۳۸٫۶ کیلومتر) را شنا کند تا به خشکی برسد، دگا مدت‌ها محو تماشای پاپیونِ نزدیک به»